# Claritas
Claritas  è una caratteristica di albedo della superficie di Marte.